# Chronologie de la guerre de Gaza (2023)
Cette chronologie de la guerre de Gaza depuis 2023 n'est pas exhaustive, car certains événements peuvent n'être connus ou compris que rétrospectivement. Les événements sur le terrain dont l'heure précise est connue sont indiqués à l'heure d'été d'Israël (UTC+3).
Le 7 octobre 2023, le Hamas lance un assaut soutenu et multiforme sans précédent contre Israël depuis la bande de Gaza.

## Octobre 2023

### 7 octobre 2023
- À 6 h 35, les premières sirènes d'alerte aérienne sont déclenchées dans le sud et le centre d'Israël en réponse aux missiles du Hamas. Parallèlement, la première déclaration publique du Hamas est faite par Mohammed Deïf, le chef de la branche militaire du Hamas, dans un message enregistré de dix minutes publié en ligne. Dans ce message, Mohammed Deïf déclare que l'opération Déluge d'Al-Aqsa a commencé et que « l'ennemi comprendra que le temps où il se déchaînait sans rendre de comptes est révolu »[1], exhortant les Palestiniens à attaquer les colonies israéliennes avec toutes les armes dont ils disposent[2],[3].
- 7 heures : Le festival de musique trance, près du kibboutz Réïm, est attaqué par des militants du Hamas, dont certains sont arrivés par des parapentes motorisés[4]. Sur les quelque 3 000 à 5 000 personnes présentes au festival, au moins 260 sont tuées et de nombreuses autres enlevées[5].
- 7 h 40 : Les Forces de défense israéliennes (FDI) annoncent que des militants du Hamas sont entrés dans le sud d'Israël et demandent aux habitants de Sdérot et d'autres villes de rester à l'intérieur, chez eux[6].
- 8 h 15 : Les sirènes sont activées à Jérusalem à la suite d'un barrage de roquettes qui atterrit dans les collines boisées à l'ouest de la ville[7].
- 8 h 23 : Israël déclare l'état d'alerte à la guerre, activant ses réservistes, en réponse à la poursuite des attaques de roquettes[8].
- 8 h 34 : Israël annonce avoir commencé des opérations de contre-offensive contre le Hamas[9].
- 10 h 47 : Les premiers avions de combat de l'armée de l'air israélienne (IAF) attaquent Gaza[10].
- 11 h 35 : Le Premier ministre Benyamin Netanyahou fait sa première déclaration sur le conflit via Twitter[11] déclarant qu'Israël est en guerre[12].
- 12 h 29 : Les États-Unis font leur première déclaration, par l'intermédiaire du Conseil national de sécurité, qui condamne l'attaque terroriste et réaffirme le soutien des États-Unis à Israël[13].
- 16 h 8 : Le président Joe Biden s'entretient avec Benyamin Netanyahou et lui exprime ses condoléances et son soutien, avant de déclarer, lors d'un discours, que le soutien des États-Unis à Israël est « solide et inébranlable »[14].

### 8 octobre 2023
- L'évacuation des habitants d'Israël vivant à proximité de la bande de Gaza est ordonnée[15],[16] et Benyamin Netanyahou nomme l'ancien général de brigade Gal Hirsch (en) en tant qu'interlocuteur du gouvernement pour les questions de disparition et d'enlèvement de citoyens[17].
- Israël déclare officiellement l'état de guerre, au titre de l'article 40A, pour la première fois depuis la guerre du Kippour de 1973[18]. Les FDI annoncent qu'elles ont fait appel à 300 000 réservistes, qu'elles visent à éliminer les capacités militaires du Hamas et à mettre fin à sa domination sur la bande de Gaza[19].
- Les FDI imposent un verrouillage total de la Cisjordanie[20].
- Le secrétaire américain à la Défense, Lloyd Austin, ordonne le déploiement du Carrier strike group du porte-avions USS Gerald R. Ford en Méditerranée orientale[21]. Les escadrons de l'United States Air Force, F-35, F-15, F-16 et A-10 sont renforcés[22]. Le Hamas condamne le déploiement de l'US Navy comme une « agression contre le peuple palestinien »[23].

### 9 octobre 2023
- Alim Abdallah, commandant adjoint de la 300e brigade israélienne de la 91e division (en), est tué par une attaque du Hezbollah à la frontière entre Israël et le Liban[24].
- Le ministre de la Défense Yoav Gallant annonce un blocus total de la bande de Gaza afin de couper l'électricité et bloquer l'entrée de nourriture et de carburant, ajoutant « nous combattons des animaux humains et nous agissons en conséquence »[25].
- L'IAF déploie des avions de transport lourd C-130 et C-130J à travers l'Europe pour rassembler des centaines de soldats de Tsahal n'étant pas en service et devant être déployés dans le conflit[26].

### 10 octobre 2023
- L'Office de secours et de travaux des Nations unies pour les réfugiés de Palestine dans le Proche-Orient (UNRWA) annonce que quatre de ses employés sont morts dans des frappes aériennes à Gaza[27].
- L'IAF frappe plus de 70 cibles dans et autour de Tuffah, un quartier de la ville de Gaza[27].
- Des armes de pointe sont livrées en provenance des États-Unis[27].
- Le président Biden fait remarquer, lors d'une réunion d'information tenue dans l'après-midi, que « le Hamas ne défend pas le droit du peuple palestinien à la dignité et à l'autodétermination. Son objectif déclaré est l'anéantissement de l'État d'Israël et le meurtre du peuple juif »[28],[29] et il qualifie son assaut d'« acte purement diabolique »[30].
- Le dirigeant des Houthis Abdul-Malik al-Houthi annonce que toute intervention des États-Unis à Gaza entraînerait une intervention des Houthis[31].

### 11 octobre 2023
- Des avions de guerre israéliens frappent et détruisent plusieurs bâtiments de l'université islamique de Gaza[32].
- L'armée israélienne annonce que des enfants figurent parmi les morts du massacre de Kfar Aza[33].
- L'unique centrale électrique de Gaza cesse de fonctionner après avoir manqué de carburant en raison du blocus israélien[34].
- Le pape François appelle à la libération de tous les otages et se dit préoccupé par le « siège total » de Gaza[35].
- Dix-sept ressortissants britanniques sont portés morts ou disparus et quatorze ressortissants thaïlandais sont pris en otage.
- Les États-Unis discutent avec l'Égypte de la mise en place d'un corridor humanitaire via le poste frontière de Gaza près de Rafah[36].
- L'armée israélienne bombarde le poste-frontière de Rafah entre Gaza et l'Égypte[37].

### 12 octobre 2023
- Les soldats de l'IDF effectuent des frappes d'artillerie en Syrie après qu'un certain nombre de mortiers ont été lancés en direction du nord d'Israël[38].
- Environ 1500 corps de militants du Hamas ont été retrouvés en Israël[39].
- Israël annonce que Gaza ne recevra ni eau, ni carburant, ni électricité tant que les otages n'auront pas été libérés[40],[41].
- Israël bombarde Damas et l'aéroport international d'Alep en Syrie[42].

### 13 octobre 2023
- Les habitants de Gaza fuient vers le sud de l'enclave (de facto au-delà de la rivière Bésor)[43] après que les FDI ont annoncé la veille des opérations de combat avec un préavis de 24 heures. L'ONU, mettant en garde contre une catastrophe humanitaire[44], exhorte Israël à annuler son ordre d'évacuation, tout comme Amnesty International[45].
- Un couloir d'évacuation sur la rue Salah al-Din est bombardé ; le ministère de la Santé de Gaza fait état de 70 morts[46].
- Israël demande aux habitants de la région nord de Gaza d'évacuer vers la région sud (environ 1,1 million de personnes). Le Hamas leur demande de rester sur place pour éviter une seconde nakba[47],[48],[49].
- L'historien israélien Raz Segal, spécialiste de la Shoah, publie un article dans lequel il qualifie les actions militaires israéliennes dans la bande de Gaza et les discours qui les accompagnent de « cas d'école de génocide »[50],[51].
- Le Vatican propose sa médiation[52].
- Les FDI lancent des raids localisés sur les cellules du Hamas[53]
- L'aide turque arrive en Égypte[54].

### 14 octobre 2023
- Israël et l'Égypte annoncent que le point de passage de Rafah sera ouvert aux ressortissants étrangers de midi à 17 heures[55].
- Les États-Unis autorisent le départ du personnel non urgent de leur ambassade[56].
- Sur les plus de 1 300 personnes tuées par le Hamas en Israël, plus de 100 sont des étrangers[57].
- Des ambulances du Croissant-Rouge sont délibérément frappées par l'IAF[58].
- L'IAF bombarde un bâtiment dans le sud de Khan Younès[59].
- Le commandant de l'unité aérienne du Hamas, intimement impliqué dans la planification de l'attaque, est tué[60].
- L'Office de secours et de travaux des Nations unies pour les réfugiés de Palestine dans le Proche-Orient (UNRWA) annonce sur Twitter que ses abris ne sont plus sûrs, ce qu'il considère comme une situation sans précédent[44]. De plus, l'eau vient à manquer[61].
- Israël estime que la guerre pourrait durer des mois[62]. Un nombre record de 360 000 réservistes répond à l'appel[63].
- Lors d'une réunion avec le diplomate de l'ONU Tor Wennesland (en), le ministre iranien des affaires étrangères affirme que l'Iran interviendra dans la guerre si Israël poursuit ses opérations militaires ou lance une invasion terrestre contre Gaza[64].

### 15 octobre 2023
- La police aux frontières israélienne arrête plus de 50 Palestiniens en Cisjordanie occupée, selon l'agence de presse Wafa.
- Un million de personnes ont été déplacées à Gaza en une semaine.
- Plus de 800 spécialistes du droit international, des conflits et des génocides signent une tribune avertissant d'un « génocide potentiel à Gaza »[65].
- Le ministre iranien des affaires étrangères, Hossein Amir Abdollahian, déclare lors d'une rencontre avec l'émir du Qatar, Tamim ben Hamad Al Thani, que « si les attaques du régime sioniste [Israël] contre les citoyens et le peuple sans défense de Gaza se poursuivent, personne ne peut garantir le contrôle de la situation et la non-expansion du conflit » ; en outre, les actions et réactions mineures du Hezbollah et des FDI se poursuivent dans et autour des fermes de Sheeba et ailleurs à la frontière israélo-libanaise.

### 16 octobre 2023
- L'armée israélienne annonce que « le Hamas et d'autres militants palestiniens détiennent 199 otages à Gaza »[66],[67].
- Le porte-avions USS Dwight D. Eisenhower quitte la base navale de Norfolk, en Virginie, pour rejoindre l'USS Gerald R. Ford en tant que mesure de dissuasion supplémentaire pour les acteurs étatiques et non étatiques[68].
- Dans un entretien accordé à l'émission 60 Minutes, le président Biden déclare qu'une occupation israélienne de la bande de Gaza « serait une grave erreur »[69], ajoutant « Je suis convaincu qu'Israël agira dans le respect des règles de la guerre ». Il déclare également que le Hamas doit être éliminé, qu'il doit y avoir une voie vers un État palestinien[70] et considère que l'attaque initiale du Hamas a eu des conséquences aussi importantes que l'Holocauste[71].
- Khan Younès, une ville du Sud de la bande de Gaza, avec 400 000 habitants, est submergée par des centaines de milliers de réfugiés[70].

### 17 octobre 2023
- L'Iran menace Israël d'une action préventive imminente[72],[73]
- L'hôpital Al-Ahli Arabi, dans lequel des milliers de Palestiniens déplacés cherchaient refuge, est bombardé à Gaza occasionnant la mort de 500 personnes. Les responsables de l'attaque ne sont pas encore déterminés[74].
- Une frappe aérienne menée par les Forces de défense israéliennes touche une école de l'Office de secours et de travaux des Nations unies pour les réfugiés de Palestine dans le Proche-Orient (UNWRA) dans le camp de réfugiés d'Al-Maghazi dans la bande de Gaza. Six personnes sont tuées par la frappe aérienne[75].
- Le Département d'État américain relève son conseil aux voyageurs pour le Liban au niveau 4 : Ne pas voyager[76].
- Israël bombarde la ville de Rafah[77] tuant plusieurs personnes dont une femme enceinte.

### 18 octobre 2023
- Le président Biden arrive à Tel Aviv, en Israël[78]. Il exprime son soutien à Israël et aux "aspirations légitimes du peuple palestinien", mais n'appelle pas à un cessez-le-feu[79],[80]. Le sommet prévu à Amman, en Jordanie, avec les dirigeants jordaniens, égyptiens et du Fatah est toutefois annulé en raison du bombardement de l'hôpital de Gaza[81].
- Le Conseil de sécurité des Nations unies rejette une résolution, portée par le Brésil, condamnant la guerre entre le Hamas et Israël[82].
- Les États-Unis mettent leur veto à une résolution du Conseil de sécurité qui appele à une pause humanitaire entre le Hamas et l'État hébreu[83].

### 19 octobre 2023
- Le Premier ministre britannique Rishi Sunak se rend en Israël. Le Premier ministre Benjamin Netanyahu déclare que « le Hamas est le nouveau nazi »[84].
- Tsahal porte à 203 le nombre d'otages détenus par le Hamas[85].
- Des images montrent un camp de déplacés nouvellement établi à Gaza[86].
- Selon des responsables américain, une roquette du Jihad islamique palestinien mal tirée est à l'origine du bombardement de l'hôpital de Gaza[87].
- L'IDF porte à 203 le nombre d'otages détenus par le Hamas.
- Le destroyer USS Carney, qui patrouille en mer Rouge, abat trois missiles de croisière et plusieurs drones lancés depuis le Yémen par les Houthis, potentiellement vers des cibles en direction d'Israël[88],[89].
- L'IAF frappe le campus de l'église orthodoxe grecque Saint-Porphyre à Gaza[90].
- Le département d'État américain émet une rare alerte mondiale conseillant aux citoyens américains de « faire preuve d'une prudence accrue »[91].
- Joe Biden prononce son deuxième discours dans le Bureau ovale, qu'il commence par « Nous sommes confrontés à un point d'inflexion dans l'histoire », liant l'invasion de l'Ukraine par la Russie à la crise actuelle entre le Hamas et Israël[92].
- L'armée de l'air israélienne bombarde une centaine de cibles lors de multiples frappes aériennes dans la nuit du 18 au 19 octobre[93].
- Début du raid israélien à Tulkarem contre deux camps de réfugiés de la ville[94].

### 20 octobre 2023
- Plus de 4 000 Gazaouis sont morts et quelque 13 260 ont été blessés.
- Trente Thaïlandais auraient été tués lors de l'attaque initiale du Hamas et 17 sont portés disparus. Plus de 1 000 ressortissants chinois ont quitté Israël. À ce jour, les ressortissants du Brésil, de la Pologne, de la Hongrie, de la Roumanie, du Nigeria et du Royaume-Uni ont été rapatriés. L'Australie annonce des vols et l'Inde a mis en place l'opération Ajay. Par ailleurs, les Pays-Bas sont le dernier pays en date à exhorter ses ressortissants à quitter le Liban.
- Deux autres employés de l'UNRWA sont tués, ce qui porte le bilan à seize.
- Le secrétaire général des Nations unies, António Guterres, se présente au poste-frontière de Rafah
- Le ministre israélien de la Défense, Yoav Gallant, annonce qu'après la destruction du Hamas (y compris de ses capacités gouvernementales), Israël abandonnera le contrôle de la bande de Gaza et qu'un nouveau régime de sécurité sera mis en place pour Israël.
- Le Hamas libère deux otages américaines[95].

### 21 octobre 2023
- Dans le cadre d'une opération humanitaire, vingt camions en provenance d'Égypte rentrent dans la bande de Gaza[96].
- Des manifestations ont lieu en Cisjordanie en soutien à Gaza, avec des images de manifestants arborant des drapeaux du Fatah et de la Russie, et tenant des portraits du président russe Vladimir Poutine et du dirigeant suprême nord-coréen (en) Kim Jong-un[97],[98],[99].
- Le Conseil national de sécurité d'Israël demande à ses citoyens de quitter le Liban et l'Égypte « dès que possible »[100].

### 22 octobre 2023
- Israël intensifie ses frappes contre Gaza avant une invasion terrestre[101].
- Dix-sept camions chargés d’aide humanitaire entrent dans la bande de Gaza en provenance d’Égypte[102]. Six camions-citernes chargés de carburant rentrent également dans Gaza[103].
- Quatorze nouvelles communautés israéliennes sont évacuées près de la frontière avec le Liban en raison de la poursuite de l'action du Hezbollah et des forces de défense israéliennes[104].
- 4 641 personnes ont été tuées à ce jour, 14 245 blessées[105] et 1,4 million sont devenues des réfugiés, selon le ministère de la Santé de Gaza[106].

### 23 octobre 2023
- Le Hamas libère deux autres otages. Il s'agit de deux femmes israéliennes âgées. Elles sont remises à la Croix-Rouge. Leur libération est permise par le biais d'une médiation égypto-qatarie. Leurs maris, également otages, restent en captivité[107],[108].
- Les brigades Izz al-Din al-Qassam et Al-Qods annoncent qu'elles ont attaqué les positions des FDI près d'Erez (en) avec des roquettes, des mortiers et des drones, vers 16 h 30[109]. Aucune déclaration n'a été faite par les FDI concernant ces affirmations.

### 24 octobre 2023
- Le ministère de la Santé de Gaza chiffre à 5 791 le nombre de morts depuis le début de la guerre, dont 704 au cours des dernières 24 heures. Il annonce également que douze hôpitaux et 32 cliniques ont cessé de fonctionner[110].
- Yocheved Lifshitz, 85 ans, une otage libérée, déclare lors d'une conférence de presse sur sa capture : « J'ai vécu l'enfer », mais qu'elle a été bien traitée en captivité. Les otages de son groupe ont traversé des kilomètres de tunnels ; elle a finalement été séquestrée avec plusieurs autres dans des conditions sanitaires, quoique spartiates, avec des soins médicaux et de la nourriture. Il s'agit du premier témoignage public sur la sophistication et le degré de cet aspect de l'infrastructure et de l'organisation du Hamas[111],[112].

### 25 octobre 2023
- Concernant les attaques du Hamas, Benjamin Netanyahu affirme qu'il devra « lui aussi rendre des comptes »[113].
- Le ministère de la Santé du Hamas annonce 6 546 morts, dont 2 704 enfants et 17 439 blessées depuis le début de la guerre[113].

### 26 octobre 2023
- Incursion de Tsahal dans la bande de Gaza[114].

### 27 octobre 2023
- Selon l'armée israélienne, le Hamas détiendrait 229 otages. Selon le Hamas près de 50 otages ont été tués dans les bombardements israéliens[115].
- Les liaisons Internet et téléphoniques de Gaza sont coupées. Tsahal intensifie ses bombardements sur le nord de la bande de Gaza[116]. L'armée israélienne indique avoir frappé 150 cibles souterraines[117].
- Nouvelle incursion de l'armée israélienne dans la bande de Gaza[118].

### 28 octobre 2023
- La branche militaire du Hamas propose la libération de tous les otages détenus en échange de la libération de tous les Palestiniens incarcérés en Israël[119].
- Moussa Abou Marzouk, un haut responsable du Hamas, en visite à Moscou, affirme que le mouvement palestinien tente de localiser huit otages ayant la double nationalité russe et israélienne afin de les libérer[120].

### 29 octobre 2023
- Israël lance sa deuxième phase dans son offensive sur la bande de Gaza[121] et augmente graduellement ses opérations terrestres[122].
- Cuba « condamne les génocides qu'Israël commet » et apporte son soutien au peuple palestinien[123].

### 30 octobre 2023
- L'armée israélienne indique avoir libéré une militaire israélienne, capturée par le Hamas[124],[125].
- Le Hamas publie une vidéo de trois femmes otages appelant à « conclure un échange de prisonniers avec le mouvement islamiste pour obtenir leur libération »[126].
- L'hôpital de l'amitié turco-palestinienne est frappé par un avion de l'IAF[127].

### 31 octobre 2023
- L'armée israélienne bombarde le camp de réfugiés de Jabaliya[128] (bilan : au moins 50 morts et environ 150 blessés[129]).
- Dans la soirée, un groupe de rebelles houthis au Yémen lance des missiles balistiques et des drones en direction d'Israël et averti que d'autres attaques vont avoir lieu. Tsahal déclare avoir détruit un certain nombre de drones se dirigeant vers son territoire en mer Rouge et les avoir interceptés avec son nouveau système de défense aérienne Arrow pour la première fois[130],[131].
- Les brigades Al-Qods et celles des martyrs d'Al-Aqsa mènent leur première attaque combinée contre les FDI depuis le 19 octobre[132].
- Bombardement du camp de Jabaliya[133].

## Novembre 2023

### 1ernovembre 2023
- Une unité blindée israélienne est géolocalisée à l'ouest d'Al-Mughraqa[134].
- La porte-parole du Premier ministre israélien, Tal Heinrich, affirme à CNN que « nous ne ciblons personne d’autre à Gaza que des civils », avant de se reprendre et de dire « que [...] des terroristes, bien sûr »[135].

### 2 novembre 2023
- Tsahal indique avoir achevé l'encerclement de Gaza[136].

### 3 novembre 2023
- « Israël coupe tous les liens avec Gaza, il n’y aura plus de travailleurs palestiniens de Gaza »[137].
- L'institut français de Gaza est bombardé par l'armée israélienne[138].
- Les brigades Al-Qassam attaquent les forces des FDI tandis que les brigades Al-Quds fournissent un soutien d'artillerie au nord-ouest de Gaza et menent des attaques antichars sur les positions de Tsahal à Beit Lahia et Beit Hanoun. Ils tirent également des roquettes sur Tel Aviv[139].
- Le bataillon de Tulkarm des Brigades des martyrs d'Al-Aqsa revendique des attentats à l'explosif contre les forces israéliennes dans quatre endroits de Tulkarem en Cisjordanie[139].
- Des militants palestiniens affrontent les forces israéliennes lors de raids d'arrestations dans le camp de réfugiés de Jénine[139].
- La résistance islamique en Irak affirme attaquer Israël avec des armes non spécifiées pour la première fois depuis le début de la guerre[139],[140].
- Une boulangerie est détruite par une frappe aérienne israélienne avec d'autres bâtiments dans le camp de réfugiés de Nuseirat à Gaza. La boulangerie desservait des milliers de personnes du camp de réfugiés[141].
- Onze Palestiniens sont tués en Cisjordanie[142].
- Bombardement du convoi médical d'Al-Shifa[143].

### 4 novembre 2023
- Plusieurs écoles de Gaza ont été touchées par des frappes aériennes israéliennes[144].
- Frappe aérienne contre le camp de réfugiés de Maghazi (bilan : 51 morts)[145].

### 5 novembre 2023
- Amihai Eliyahu, ministre israélien du Patrimoine, suggère de lancer une frappe nucléaire sur la bande de Gaza[146],[147]. Il est rapidement suspendu du gouvernement[148].
- Les brigades Izz al-Din al-Qassam affirment avoir détruit des chars des FDI à Beit Hanoun[149]
- Des sources locales affirment que des militants du Hamas ont tendu une embuscade à des unités de Tsahal dans la banlieue ouest de Netzarim[149].
- Les brigades Izz al-Din al-Qassam lancent deux vagues de roquettes sur Tel Aviv, tandis que les brigades Al-Qods lancent des roquettes sur onze villes situées à proximité immédiate de la bande de Gaza[149].
- Le secrétaire d'État américain Antony Blinken rencontre le président palestinien Mahmoud Abbas à Ramallah pour discuter de « l'après-Hamas-Gaza » et de l'aide humanitaire[149].

### 6 novembre 2023
- Tsahal intensifie ses frappes sur Gaza[150].
- Un porte-parole de Tsahal affirme que les forces israéliennes se rapprochent lentement de la ville de Gaza[151].
- Les forces terrestres israéliennes avancent vers l'hôpital indonésien Sheikh Hamad[151].
- Les brigades Al-Qassam affirment avoir détruit des chars de Tsahal au sud de Tel al-Hawa et attaqué les forces israéliennes avançant à l'intérieur des terres depuis la côte gazaouie. Elles ont également lancé deux vagues de roquettes sur Tel Aviv pour le deuxième jour consécutif et ont lancé des roquettes sur la base militaire de Reim dans le district sud[151].
- En Cisjordanie, des militants palestiniens engagent le combat avec les forces de sécurité israéliennes dans douze affrontements à l'arme légère[151].

### 7 novembre 2023
- Les militaires de Tsahal sont entrés au cœur de la ville de Gaza[152] alors que des milliers de civils gazaouis se sont encore dirigés vers le sud de la bande de Gaza mardi en empruntant un couloir d’évacuation mis en place par Tsahal[153].
- Les brigades des martyrs d'al-Aqsa et d'al-Qods ont engagé les FDI dans un affrontement à l'arme légère qui a duré plusieurs heures et ont fait exploser des engins explosifs improvisés dans le camp de Tulkarm en Cisjordanie[154].
- Huit attaques sont lancées contre Israël, dont cinq visent des installations militaires[154].

### 8 novembre 2023
- Les forces du Hamas au nord de la ville de Gaza, mènent des attaques éclair contre les forces israéliennes dans le cadre d'une possible opération de filtrage pour un effort défensif principal dans le centre de la ville de Gaza[155].
- Des combattants du Hamas et du Jihad islamique palestinien, tirent des roquettes antichars et des mortiers sur les forces israéliennes dans au moins huit attaques éclair, près des rues al-Sulatain et al-Taom[155].
- Le Fatah organise une manifestation à Ramallah pour dénoncer les attaques israéliennes dans la bande de Gaza[155].
- La mosquée Khaled bin al Waleed à Khan Younès est complètement détruite par des tirs israéliens[155].

### 9 novembre 2023
- Le commissaire des Nations unies aux droits de l'homme accuse Israël et le Hamas de crimes de guerre[156].
- Bombardement de l'école Al-Buraq[157].
- Le directeur de la CIA, William Joseph Burns, et son homologue du Mossad, David Barnea, auraient rencontré le Premier ministre qatari Mohammed ben Abderrahmane Al-Thani à Doha pour faciliter les pauses humanitaires et les approvisionnements dans Gaza[158].
- Israël accepte des pauses quotidiennes de quatre heures dans ses actions militaires pour permettre à l'aide d'entrer dans certaines régions du nord de Gaza et aux civils d'évacuer[159].
- Les brigades des martyrs d'al-Aqsa engagent les forces israéliennes et font exploser des engins explosifs improvisés dans le camp de Balata. Les brigades des martyrs d'al-Aqsa, les brigades al-Qassam et les brigades al-Qods engagent les forces israéliennes dans des affrontements à l'arme légère et font exploser des engins explosifs improvisés à Jénine[160].
- Israël abat un missile balistique houthi au sud d'Eilat[160].

### 10 novembre 2023
- Tsahal se rapproche de l'hôpital Al-Shifa et des affrontements sont signalés à Tel al-Hawa[161].
- Le FPLP lance sa première attaque en Israël depuis le 31 octobre, tandis que sept autres attaques au mortier et à la roquette sont lancées par des militants palestiniens en Israël[161].
- Les brigades des Martyrs d'al-Aqsa revendiquent un autre attentat à l'explosif improvisé près de Jénine[161].

### 11 novembre 2023
- Les brigades Al-Qods lancent des roquettes sur Kissoufim tandis que les brigades Al-Qassam en tirent sur deux sites dans le sud d'Israël[162].
- Six affrontements et trois manifestations sont signalés en Cisjordanie, principalement à Jénine, où des combattants palestiniens non identifiés lancent des feux d'artifice et des cocktails Molotov sur les militaires de Tsahal à Silat ad-Dhahr[162].
- Le ministre israélien de l'Agriculture, Avraham Moshe Dichter, fait remarquer dans une interview à N12 News, sur la nature de la guerre que, d'un point de vue opérationnel, on ne peut pas « mener une guerre comme le veut Tsahal à Gaza tant que les foules sont entre les chars et les soldats », et il qualifie la situation à Gaza de « Nakba de 2023 »[163].

### 12 novembre 2023
- Les brigades des martyrs d'al-Aqsa revendiquent des attaques contre le territoire israélien depuis la Cisjordanie pour la première fois depuis le début de la guerre, tandis que les milices palestiniennes de Gaza mènent cinq attaques indirectes contre Israël[164].
- Une équipe de défense civile à Gaza est touchée par une frappe aérienne israélienne alors qu'elle se rend au secours de civils[165].

### 13 novembre 2023
- Mohammed Dababish (en), haut responsable des services de renseignement du Hamas, est tué dans une opération du Shin Bet[166].
- Les FDI déclarent avoir découvert des « infrastructures terroristes » à l'Université al-Quds et à la mosquée Abu Bakr dans la zone du camp de réfugiés d'Al-Shati[167].

### 14 novembre 2023
- À Gaza des soldats de la Brigade Golani hissent le drapeau d'Israël et le drapeau des Golani au Parlement de Gaza[168],[169].
- Tsahal prend le contrôle de plusieurs bâtiments officiels du Hamas[170].
- La police identifie seize victimes de plus du massacre du 7 octobre, portant le nombre à 859 victimes à ce jour[170].
- Tsahal annonce la mort de la caporale Noa Marciano, otage du Hamas[171].
- L'armée israélienne mène un raid à Tulkarem (Territoires occupés) tuant sept Palestiniens dans un camp de réfugiés[172].
- Les FDI asssiègent l'hôpital Al-Shifa et interrogent les patients et le personnel médical[173].
- Le FPLP appelle à des attaques contre les soldats et les civils israéliens[174].
- Les brigades des martyrs d'al-Aqsa et les brigades al-Qassam revendiquent des attentats à l'explosif au cours d'affrontements avec les forces israéliennes à Tulkarem[174].

### 15 novembre 2023
- L’armée israélienne annonce mener « une opération précise et ciblée » contre le Hamas « dans une zone spécifique de l’hôpital Al-Shifa » de Gaza[175],[176].
- Pour la première fois depuis le début de la guerre, un camion de carburant est entré dans Gaza par le point de passage de Rafah[177].

### 16 novembre 2023
- Le bâtiment du Parlement dans la ville de Gaza est détruit par les forces terrestres de Tsahal après avoir été pris sous contrôle la veille[178].

### 17 novembre 2023
- Tsahal annonce la découverte du corps sans vie, à proximité de l'hôpital al-Chifa, de la militaire Noa Marciano, enlevée du poste d'observation du kibboutz de Nahal Oz, le 7 octobre 2023[179],[180].
- Les FDI affrontent des militants des Brigades Al-Qods et des Brigades des martyrs d'Al Aqsa à Jénine pendant plusieurs heures[181].
- Le prince héritier et premier ministre Salman ben Hamad Al Khalifa dénonce publiquement l'attaque initiale du Hamas contre Israël dans un discours prononcé lors du Dialogue de Manama (en) à Manama, au Bahreïn, et devient ainsi le premier dirigeant arabe à le faire[182],[183].

### 18 novembre 2023
- Plusieurs raids aériens israéliens tuent de nombreux Palestiniens à l'école Al Fakhoura, gérée par l'Agence des Nations unies pour les réfugiés palestiniens (UNRWA), dans le camp de réfugiés de Jabalia et dans une autre école à Tall az-Zaatar, également dans le nord de la bande de Gaza[184].

### 19 novembre 2023
- Un groupe de 31 bébés prématurés est évacué de l'hôpital al-Shifa vers le sud de Gaza[185].

### 20 novembre 2023
- La chaîne de télévision houthie Al-Masirah (en) diffuse une vidéo du détournement du navire allemand Galaxy Leader[186],[187].
- Les militants des brigades Al Qassam tirent une salve de roquettes visant Tel Aviv[188].
- Le bataillon de Salfit affirme avoir attaqué deux véhicules civils conduits par des colons israéliens près d'al Zawiya, en Cisjordanie[188].
- Le Jihad islamique palestinien affirme que ses combattants se sont heurtés aux forces israéliennes près de Jéricho[188].

### 21 novembre 2023
- Le gouvernement israélien approuve un accord prévoyant l'échange de 150 prisonniers palestiniens contre 50 otages détenus par le Hamas, ainsi qu'une trève humanitaire de quatre jours[189].

### 22 novembre 2023
- Des combattants liés au Jihad islamique palestinien et aux brigades des martyrs d'al Aqsa affrontent les forces israéliennes à Tulkarem[190]
- Israël et le Hamas conviennent d'un échange de prisonniers et d'une pause de quatre jours dans les combats[190].

### 23 novembre 2023
- Israël annonce que la trève négociée n’entrera pas en vigueur avant le 24 novembre[191].

### 24 novembre 2023
- 7 h : Entrée en vigueur d'une trève humanitaire de quatre jours à Gaza : un échange d'otages contre des prisonniers palestiniens est annoncé[192].
- 24 otages (treize Israéliens, dix Thaïlandais et un Philippin) sont libérés contre 39 détenus palestiniens[193].
- Selon Israël, 200 camions d’aide humanitaire, quatre camions transportant de l’essence et quatre citernes de gaz sont entrés dans la bande de Gaza[194].

### 25 novembre 2023
- Deux hommes accusés d'être des espions pour le compte d'Israël sont tués à Tulkarem par le bataillon de Tulkarem ; leurs corps sont d'abord suspendus à un poteau électrique, puis jetés dans une poubelle[195].
- Le Hamas libère treize otages israéliens et quatre ressortissants thaïlandais[196] et Israël libère 39 prisonniers palestiniens[197].
- Le navire Symi de la CMA CGM, un porte-conteneurs appartenant à un milliardaire israélien est attaqué par un drone présumé iranien, dans l'océan Indien[198].

### 26 novembre 2023
- 17 otages détenus par le Hamas sont libérés[199]. Israël libère 39 prisonniers palestiniens[200].
- Des hommes armés soupçonnés d'appartenir aux Houthis se sont emparés du Central Park, un navire battant pavillon libérien et transportant de l'acide phosphorique, exploité par Zodiac Maritime (en), qui appartient à la famille Ofer d'Israël, dans le golfe d'Aden. L'USS Mason et les navires japonais et britanniques qui l'accompagnent ont répondu à son appel de détresse et capturé les pirates[201]. Deux missiles balistiques tirés depuis le territoire yéménite en direction du Mason sont tombés à moins de 10 milles nautiques (18,52 km)[202].

### 27 novembre 2023
- Le Hamas libère douze otages, dont trois franco-israéliens, tandis qu'Israël libère 33 prisonniers palestiniens[203].
- La trève humanitaire entre Israël et le Hamas est prolongée pour 48 heures[204].
- Les milices palestiniennes font exploser des engins explosifs improvisés et affrontent les forces israéliennes à Jénine. Des combattants palestiniens attaquent les forces israéliennes à l'arme légère et des engins explosifs improvisés lors d'un raid dans le camp de réfugiés d'Askar[205].

### 28 novembre 2023
- Le Hamas libère quatorze otages tandis qu'Israël délivre trente prisonniers palestiniens, dont la militante Ahed Tamimi[206].
- Les directeurs du Mossad et de la CIA sont arrivés au Qatar pour participer aux négociations en vue de la libération d'autres otages[207].

### 29 novembre 2023
- Les FDI annoncent que les troupes israéliennes ont tué trois tireurs palestiniens dans la bande de Gaza qui avaient violé le cessez-le-feu et constituaient une menace pour les forces israéliennes[208].
- Quatre personnes, dont deux mineurs, auraient été tuées par balles par des soldats israéliens lors d'une incursion à Jénine[209],[210].
- Le Hamas informe les médiateurs qu'il est prêt à prolonger la trêve de quatre jours[211]. Un responsable israélien déclare également au Washington Post qu'il est prêt à prolonger la trêve de « deux ou trois jours supplémentaires »[212].
- Les chefs du Mossad, de la CIA et des services de renseignements égyptiens s'entretiennent au Qatar[213].
- Le Hamas libère seize otages et Israël relache en retour 30 prisonniers palestiniens[214]. Le Jihad islamique palestinien affirme également avoir remis un certain nombre d'otages à Israël[215].

### 30 novembre 2023
- La trève humanitaire dans la bande de Gaza est prolongée[216].
- Deux hommes armés tuent trois personnes et en blessent seize autres à un arrêt de bus à Jérusalem-Ouest. Les frères, originaires de Sur Baher (en), à Jérusalem-Est, ont été tués par des policiers[217]. Le Hamas revendique la responsabilité de cet acte[217].
- Le Hamas libère huit otages[218] tandis qu'Israël relache 30 prisonniers palestiniens[219].

## Décembre 2023

### 1erdécembre 2023
- Le cessez-le-feu ayant officiellement pris fin[220]., les FDI reprennent les opérations de combat avec la même intensité qu'auparavant, tandis que les pourparlers se poursuivent au Qatar[221],[222].
- Des tracts sont largués avec des cartes à Khan Younès décrivant des centaines de zones d'évacuation[221].
- Une frappe aérienne israélienne détruit un grand bâtiment à Khan Younès[221]. Le ministère de la Santé de Gaza affirme que plus de 60 personnes ont été tuées depuis la fin de la trêve[223].
- Cinq soldats israéliens sont blessés lors d'une attaque au mortier près de Nirim[224].

### 2 décembre 2023
- Le Mossad se retire des négociations à Doha, au Qatar, le directeur David Barnea soulignant l'échec du Hamas à libérer toutes les femmes et les enfants otages figurant sur sa liste[225],[226].
- Les FDI déclarent avoir tué Wissam Farhat, le commandant du bataillon Shejaiya du Hamas, lors d'une frappe aérienne[227].
- Les FDI mènent une opération à Jabalia, où elles tuent des combattants du Hamas et détruisent une infrastructure, y compris des tunnels et des structures souterraines[228].

### 3 décembre 2023
- Un porte-parole du ministère de la Santé de Gaza déclare que les FDI ont bombardé le camp de réfugiés de Jabaliya, tuant et blessant des dizaines de personnes[229].
- L'USS Carney abat deux drones houthis qui se dirigeaient vers lui alors qu'il répondait à un appel de détresse d'un navire commercial civil attaqué par un missile balistique (deux navires prétendument liés à Israël avaient été attaqués)[229].
- Les FDI annoncent qu'elles étendent leurs opérations terrestres à l'ensemble de la bande de Gaza[229].

### 4 décembre 2023
- Un haut responsable des FDI déclare qu'Israël a tué plus de 5 000 combattants du Hamas et plus de 10 000 civils depuis le début de la guerre[230].

### 5 décembre 2023
- Des chars israéliens pénétrent dans le sud de la bande de Gaza tandis que Khan Younès est bombardée[231]. Tsahal indique que ses soldats ont atteint les centres de Khan Younès et de Jabaliya. Le chef du commandement régional du Sud, le général Yaron Finkelman (en), déclare que les troupes sont impliquées dans les combats les plus intenses depuis le début de l'invasion terrestre[232].
- Les Brigades al-Qassem ont mené six attaques à la roquette visant Israël, dont une salve de roquettes visant Tel-Aviv[233]
- Les forces israéliennes ont mené deux raids dans le camp de réfugiés de Jénine et des combattants palestiniens ont fait exploser des engins piégés et tiré avec des armes légères près de Bethléem[233].

### 6 décembre 2023
- Le système de défense israélien Arrow intercepte un missile lancé depuis le Yémen. Des sirènes ont été déclenchées à Eilat, bien que le missile n'ait pas pénétré dans l'espace aérien israélien[234].
- Les responsables israéliens déclarent que Tsahal a tué la moitié des commandants de niveau intermédiaire du Hamas à Gaza[235].
- Les milices palestiniennes lancent sept attaques à la roquette sur le sud d'Israël[236].
- Le ministre israélien de la Défense, Yoav Gallant, rencontre les maires et les responsables des conseils locaux à Nahariya pour discuter de la menace que représente le Hezbollah pour les habitants du nord. Gallant déclare que si la diplomatie échoue, Israël utilisera son armée pour forcer le Hezbollah à passer au nord du fleuve Litani[236].

### 7 décembre 2023
- Le poète et activiste Refaat Alareer est tué par une frappe aérienne israélienne avec sa famille[237].
- L'Égypte met en garde les États-Unis et Israël contre une situation qui pousserait les Palestiniens déplacés à fuir dans la péninsule du Sinaï, affirmant que cela pourrait provoquer une « rupture » des relations entre l'Égypte et Israël[238].

### 8 décembre 2023
- Une résolution du Conseil de sécurité appelant à un « cessez-le-feu humanitaire immédiat » à Gaza, malgré la pression du secrétaire général qui a dénoncé la « punition collective » infligée aux Palestiniens. est rejetée en raison du véto mis par les États-Unis[239]. Le Royaume-Uni s'est abstenu[240].
- Le Secrétaire général adjoint pour les Affaires humanitaires et Coordinateur des secours d'urgence Martin Griffiths (en) constate que le programme d'aide de l'ONU à Gaza« ne fonctionne plus »[241] et le directeur de l'UNRWA à Gaza Thomas White déclare que l'ordre civique est en train de s'effondrer, les convois d'aide étant pillés et les véhicules de l'ONU caillassés[242]. En outre, le commissaire général de l'UNRWA, Philippe Lazzarini, déclare que 133 de ses employés ont été tués et que 85 % de la population, soit 1,9 million de personnes, a été déplacée, certaines à plusieurs reprises[243].

### 9 décembre 2023
- Benyamin Netanyahou aurait déclaré au président Biden qu'Israël agirait militairement contre le mouvement Houthi si les États-Unis ne le faisaient pas[244].

### 10 décembre 2023
- Une frégate française abat en mer Rouge deux drones venant du Yémen qui se dirigeaient vers elle[245].
- Alors que les frappes s'intensifient sur Khan Younès[246], Benyamin Netanyahou appelle les combattants du Hamas à se rendre[247].

### 11 décembre 2023
- Le Hamas menace de ne pas libérer « vivants » les otages qu’il détient, sans qu’il y ait eu de négociations préalables[248].
- Le Hamas tire un barrage de roquettes en direction du centre d'Israël, blessant une personne à Holon[249].
- Le Hamas et plusieurs autres groupes palestiniens appellent à une attaque globale, en particulier en Cisjordanie[250].
- Les soldats israéliens découvrent un centre d'entraînement au RPG à l'intérieur d'une mosquée à Jabalia et trouvent diverses autres armes, grenades et cartouches[251].
- Les soldats israéliens déjouent une tentative d'embuscade du Hamas et détruisent un puits de tunnel[251].
- Les Palestiniens organisent une grève générale en Cisjordanie pour protester contre les bombardements israéliens dans la bande de Gaza. Les écoles, les magasins et les bureaux du gouvernement sont fermés dans le cadre de la grève[252].
- Les soldats israéliens utilisent des bombes fumigènes sur les résidents du camp de réfugiés de Jabaliya[253].

### 12 décembre 2023
- Les forces israéliennes prennent d'assaut l'hôpital Kamal Adwan après l'avoir bombardé pendant plusieurs jours[254]. Des dizaines de membres du personnel médical sont arrêtés, y compris le directeur de l'hôpital[255].

### 13 décembre 2023
- Le destroyer USS Mason répond à un appel de détresse de l'Ardmore Encounter, qui fait l'objet d'une attaque de drones par les Houthis[256].
- L'ambassadrice israélienne au Royaume-Uni Tzipi Hotovely déclare dans une interview accordée à SkyNews, rejeter « absolument » la solution à deux États[257].

### 14 décembre 2023
- Le Maersk Gibraltar, battant pavillon de Hong Kong, est attaqué par un missile houthi[258].
- Huit personnes, dont quatre membres présumés du Hamas, ont été arrêtées au Danemark, en Allemagne et aux Pays-Bas pour avoir planifié des attaques contre des institutions juives en Europe[259].

### 15 décembre 2023
- L'IAF lance sa première attaque d'envergure contre Rafah et le corridor de Philadelphie à l'aide d'avions et de drones[260].
- Le porte-parole des Houthis, Yahya Sarea, revendique les attaques de missiles contre les navires MSC Alanya et MSC Palatium III[261].
- Tsahal révéle avoir tué trois de leurs propres otages lors d'un tir pendant les opérations dans le quartier de Shuja'iyya. Selon l'armée israélienne, les troupes ont tiré sur les trois otages et les ont tués après avoir « identifié par erreur trois otages israéliens comme une menace ». Les otages étaient debout, torse nu et tenaient un drapeau blanc de fortune. L'un d'eux s'est même exprimé en hébreu. Les otages ont été identifiés plus tard, après que leurs corps ont été renvoyés en Israël[262].
- Israël approuve la réouverture du poste-frontière de Kerem Shalom pour l'aide à Gaza[263].

### 16 décembre 2023
- La marine américaine abat quatorze drones des Houthis en mer Rouge[264] et le destroyer britannique HMS Diamond en abat un[265].
- Le plus grand groupe maritime du monde, Mediterranean Shipping Company (MSC), annonce qu'il n'enverra plus de navires en mer Rouge (à la suite de décisions similaires prises par CMA CGM, Maersk et Hapag-Lloyd) et modifie ses itinéraires autour du Cap de Bonne-Espérance. À ce jour, au moins six porte-conteneurs ont été attaqués par les Houthis en mer Rouge[266].

### 17 décembre 2023
- Le maire de Metoula en Israël, David Azoulay, déclare à la station de musique pop radio 103fm (he) : « Toute la bande de Gaza devrait être vidée [de sa population] et nivelée à plat, comme à Auschwitz. Qu'elle devienne un musée, valorisant les capacités de l'État d’Israël et dissuadant quiconque de vivre dans la bande de Gaza. C’est ce qui doit être fait. »[267].
- Tsahal annonce la découverte du plus grand tunnel du Hamas à ce jour, d'une longueur supérieure à 4 km, d'une profondeur de 50 m à certains endroits et suffisamment large pour permettre le passage de véhicules. Ce tunnel aboutit près du point de passage d'Erez entre Israël et le nord de la bande de Gaza[268].

### 18 décembre 2023
- Les rebelles houthis revendiquent l'attaque d'un nouveau navire en mer Rouge. Le groupe BP annonce suspendre toute activité dans ces eaux[269].
- Les États-Unis annoncent la mise en place de l'opération Gardien de la prospérité, une force multinationale composée également du Royaume-Uni, de Bahreïn, du Canada, de la France, de l'Italie, des Pays-Bas, de la Norvège, des Seychelles et de l'Espagne, afin de protéger les navires de la mer Rouge contre les attaques des Houthis[270].

### 19 décembre 2023
- Un avion de combat des FDI, sous la direction du Shin Bet, tue le principal financier du Hamas, Subhi Ferwana, à Rafah[271].
- Un barrage de roquettes est tiré sur le centre d'Israël[272].
- 29 Palestiniens sont tués et trois bâtiments sont détruits lors d'une frappe aérienne israélienne sur une zone résidentielle de Rafah[273].
- Itzik Cohen, commandant de la 162e division des FDI, déclare que ses forces ont réussi à « briser les capacités opérationnelles » de la brigade du Hamas dans le nord de la ville de Gaza, et affirme que sa division a le « contrôle opérationnel » à Jabalia[274].
- Israël informe le Qatar qu'il est prêt à une trêve d'une semaine en échange de la libération de 40 otages par le Hamas[275].
- Des dizaines de personnes auraient été tuées lors d'un bombardement dans le quartier de Rimal, dans la ville de Gaza[276].

### 20 décembre 2023
- Le chef du Hamas, Ismaël Haniyeh, se rend au Caire pour discuter de la possibilité d'une nouvelle trêve avec les responsables égyptiens[277].
- La Malaisie interdit aux navires battant pavillon israélien d'entrer dans le pays et annule les permis accordés à ZIM, la plus grande compagnie maritime israélienne[278].
- Les FDI frappent une zone proche de l'hôpital koweïtien à Rafah, dans le sud de la bande de Gaza[279].
- Tsahal déclare avoir découvert un important centre de commandement du Hamas dans la ville de Gaza[280].
- Le dirigeant houthi Abdel-Malek al-Houthi menace de frapper les navires de guerre américains s'ils prennent ses forces pour cible[281].

### 21 décembre 2023
- Tsahal annonce que leur 99e division d'infanterie (en) a terminé ses opérations dans le sud de la ville de Gaza et commence à étendre son champ d'action aux parties centrales de la bande de Gaza, et que la 39e division a terminé ses opérations à Shuja'iyya quelques heures plus tard[282].
- Le porte-parole des FDI, Daniel Hagari, affirme que plus de 2 000 membres du Hamas ont été tués dans des frappes et des combats terrestres depuis la fin de la trêve le 1er décembre[283].
- Un rapport de l'ONU indique que plus de 500 000 personnes, soit un quart de la population de Gaza, sont affamées. Arif Husain, économiste en chef du Programme alimentaire mondial, déclare que la situation ne peut pas être pire et qu'il n'a jamais vu quelque chose « à l'échelle de ce qui se passe à Gaza »[284].
- Le Hamas publie une vidéo montrant trois captifs israéliens qui, selon lui, ont été tués par les FDI[285].
- Les Brigades des martyrs d'al Aqsa revendiquent un attentat à l'explosif visant les FDI à al Marj et Qalqilya. Des combattants palestiniens non spécifiés ont lancé des explosifs artisanaux aux portes de Beitar Illit, une colonie israélienne illégale située à l'ouest de Bethléem[286].

### 22 décembre 2023
- La police israélienne empêche les Palestiniens d'entrer dans la mosquée Al-Aqsa pour la prière du vendredi[287].
- Une frappe aérienne israélienne sur un immeuble de la ville de Gaza tue 76 membres d'une famille élargie, dont Issam al-Mughrabi, vétéran du Programme des Nations unies pour le développement[288].

### 23 décembre 2023
- Un drone touche un navire marchand affilié à Israël au large des côtes indiennes. L'attaque provoque un incendie, mais aucun blessé n'est signalé. La marine indienne a réagi à l'attaque[289].
- La brigade de réserve Yiftah de Tsahal tend une embuscade au Hamas dans le sud de la ville de Gaza, tuant des dizaines de combattants. Dans la même zone, des tireurs d'élite de la même brigade tuent plusieurs combattants du Hamas qui s'apprêtaient à attaquer les troupes israéliennes[290].
- Le ministère de la Santé de Gaza fait état d'un massacre dans le camp de réfugiés de Jabalia, avec des dizaines de civils exécutés dans les rues[291]. Le bureau des médias du gouvernement de Gaza déclare que 137 civils ont été exécutés, dont des femmes enceintes, par les FDI dans la ville de Gaza[292].
- L'USS Laboon abat quatre drones lancés depuis le territoire contrôlé par les Houthis au Yémen qui visaient le destroyer[293].

### 24 décembre 2023
- Israël annonce la mort de dix soldats des FDI, déclarant qu'un total de 15 soldats des FDI ont été tués depuis le 23 décembre, ce qui porte à 154 le nombre de morts israéliens dans leur opération terrestre. Israël affirme également avoir tué le chef des approvisionnements du Hamas[294],[295].
- Le ministère de la Santé de Gaza déclare qu'au moins 70 personnes ont été tuées dans les attaques israéliennes sur le camp de réfugiés d'Al-Maghazi[296]. Une autre frappe aérienne à Khan Younès tue 23 personnes[297].
- Netanyahu déclare qu'Israël paie un « très lourd tribut » pour son invasion de Gaza[298].

### 25 décembre 2023
- Israël annonce la mort de deux autres soldats des FDI à Gaza, ce qui porte le bilan des opérations terrestres à 156 morts[299].
- Une frappe aérienne israélienne à l'extérieur de Damas tue Razi Moussavi, commandant en chef iranien et conseiller principal du corps des gardiens de la révolution islamique[300].
- Le ministère de la Santé de Gaza signale qu'au moins 250 Palestiniens ont été tués dans les attaques israéliennes sur la bande de Gaza au cours des dernières 24 heures, ce qui porte le nombre total de morts à 20 674[301].
- Les familles des otages chahutent Benyamin Netanyahou à la Knesset[302].

### 26 décembre 2023
- Israël annonce que cinq de ses soldats, dont deux de la 179e brigade blindée de réserve, ont été tués et que quatre autres ont été blessés, ce qui porte à 161 le nombre de morts dans l'invasion de Gaza par les FDI[303].
- Le ministère de la Santé de Gaza annonce que 241 Palestiniens ont été tués à Gaza par des attaques israéliennes au cours des 24 heures précédentes, ce qui porte le nombre de morts à Gaza à 20 915[304].

### 27 décembre 2023
- Israël annonce que trois soldats de la brigade Givati ont été tués dans les combats à Gaza, portant le nombre de morts à 164[305].
- Lors d'une visite au commandement régional du Nord, le chef d'état-major des FDI, Herzi Halevi, déclare que l'armée se trouve à un « niveau de préparation très élevé » face à l'escalade des attaques du Hezbollah depuis le Liban[306].

### 28 décembre 2023
- Israël a annoncé la mort de trois soldats du Corps blindé de l'IDF, portant le nombre de décès de l'IDF à Gaza à 167[307].
- Le ministère de la Santé de Gaza a rapporté qu'au moins 50 Palestiniens ont été tués lors de frappes aériennes israéliennes matinales dans les zones de Beit Lahia, Khan Younis et Al Maghazi[308].
- Le ministère de la Santé de Gaza annonce qu'au moins 210 Palestiniens ont été tués lors d'attaques israéliennes au cours des 24 dernières heures, portant le bilan des morts à Gaza à 21 320[309].
- L'Euro-Mediterranean Human Rights Monitor publie un rapport indiquant qu'un total de 29 124 Palestiniens ont été tués par des attaques israéliennes dans la bande de Gaza depuis le 7 octobre. Ce nombre inclut 11 422 enfants et 5 822 femmes. Ils déclarent également que 56 122 Palestiniens ont été blessés au cours de la même période[310].
- Le ministère de la Santé de Gaza a signalé qu'au moins 20 Palestiniens ont été tués lors d'une frappe aérienne israélienne dans la ville de Rafah en soirée[311].

### 29 décembre 2023
- Au moins 20 Palestiniens sont tués dans une frappe aérienne israélienne à l'aube dans le camp de réfugiés de Nuseirat[312].
- Israël annonce qu'un soldat de la 551e brigade a été tué lors de combats dans le nord de la bande de Gaza, ce qui porte à 168 le nombre de morts parmi les FDI à Gaza[313].
- Le ministère de la Santé de Gaza signale que 187 Palestiniens ont été tués dans des attaques israéliennes au cours des dernières 24 heures, ce qui porte le nombre de morts à 21 507[314].
- Les États-Unis approuvent, sans examen par le Congrès, une vente d'armes d'urgence à Israël pour un montant de 147,5 millions de dollars[315].
- L'Afrique du Sud dépose une plainte auprès de la Cour internationale de justice accusant Israël d'« actes génocidaires » à Gaza[316].

### 30 décembre 2023
- Netanyahou déclare qu'Israël doit prendre le contrôle du corridor frontalier entre l'Égypte et la bande de Gaza pour assurer la « démilitarisation de la zone »[317].
- Les Brigades Abu Ali Mustafa déclarent qu'un soldat israélien, otage a été tué par un raid aérien israélien[318].

### 31 décembre 2023
- Des frappes aériennes israéliennes dans le centre de Gaza tuent au moins 35 personnes[319].
- Israël retire cinq brigades de la bande de Gaza[320].